# Синьогърда пита
Синьогърдата пита (Pitta steerii) е вид птица от семейство Pittidae. Видът е световно застрашен, със статут Уязвим.

## Разпространение и местообитание
Разпространен е във Филипините.